# وایند ریور
وایند ریور (انگلیسی: Wind River) شرکت فناوری اطلاعات آمریکایی است، که در سال ۱۹۸۱ تأسیس شد.